# Hugues Duroy de Chaumareys

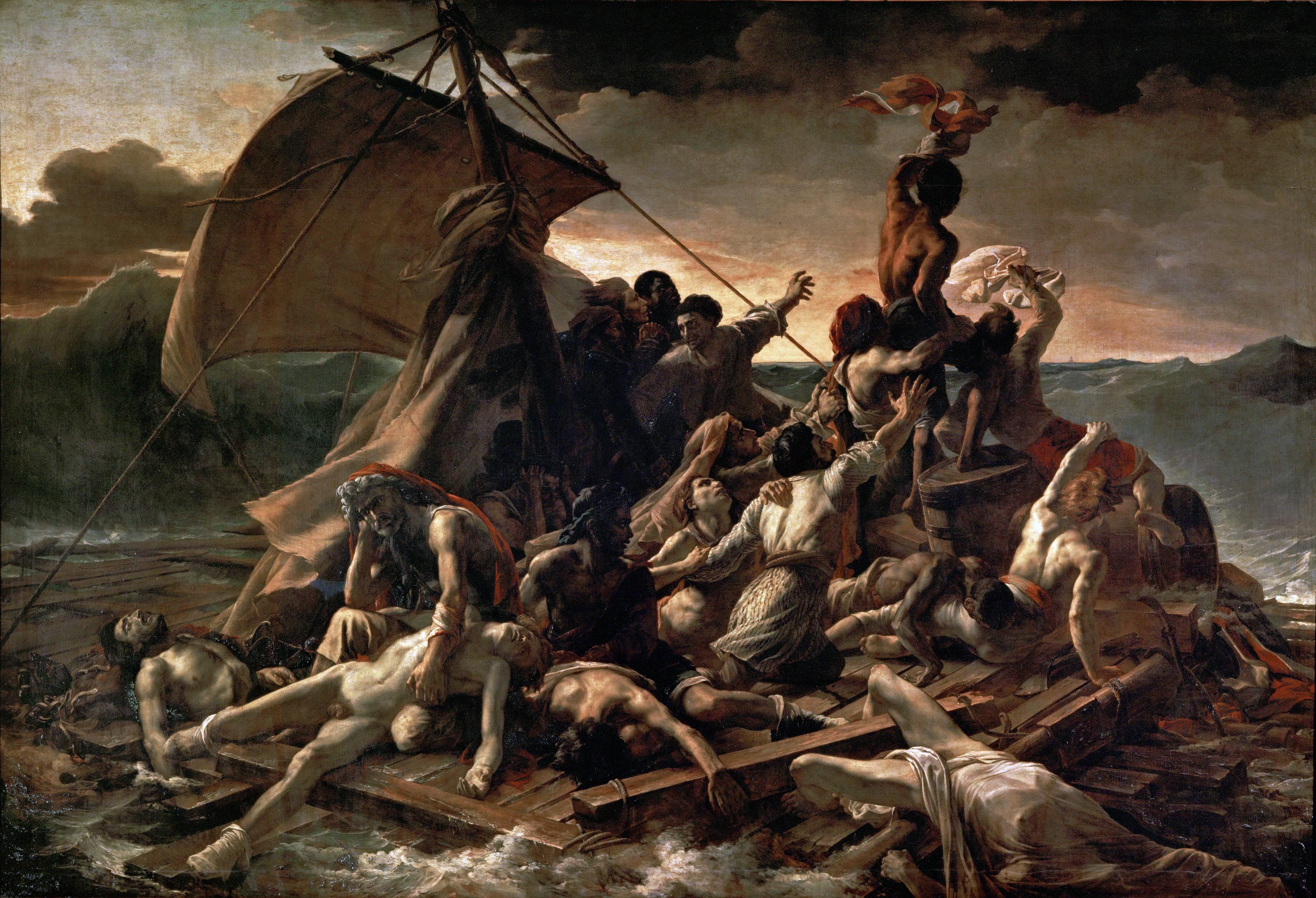
Das Floß der Medusa, Gemälde von Théodore Géricault. Das Schiffsunglück passierte, da de Chaumareys seiner Verantwortung als Kapitän nicht nachkam

Hugues Duroy de Chaumareys (* 20. Dezember 1763; † 23. November 1841) war der verantwortliche Kapitän für die Schiffskatastrophe des französischen Schiffs Méduse, eines der bekanntesten Schiffsunglücke während der Segelschiffzeit.

## Leben
Zu seinen Vorfahren auf mütterlicher Seite zählte Louis Guillouet, comte d’Orvilliers, einer der wichtigsten Admiräle unter Ludwig XVI. De Chaumareys absolvierte einen Teil seiner Ausbildung unter seinem älteren Verwandten und machte nicht zuletzt wegen dieser Beziehung Karriere. Während seines letzten Einsatzes vor der französischen Revolution war er Kapitän eines Transportschiffes. Nach der französischen Revolution kommandierte der französische Adelige allerdings für lange Zeit kein Schiff. 1790 verließ er zunächst Frankreich und war mutmaßlich an dem Versuch einer royalistischen Invasion im Juni 1795 beteiligt. Diese scheiterte allerdings. Einer Exekution entging er durch geschicktes Lügen und wurde nur inhaftiert. Ihm gelang allerdings wenig später dank der Bretonin Sophie de Kerdu die Flucht nach England, wo er am 21. Februar 1796 mit dem Ordre royal et militaire de Saint-Louis ausgezeichnet wurde. De Chaumareys veröffentlichte einen weit verbreiteten Bericht über seine Heldentaten.
Nachdem die Bourbonen die Herrschaft zurückgewonnen hatten, wurde de Chaumareys wie vielen anderen Royalisten gedankt, indem sie unabhängig von ihrer Kompetenz mit anspruchsvollen Aufgaben bedacht wurden. Im Jahre 1816 beauftragte die Bourbonen-Regierung de Chaumareys damit, einen Schiffsverband von Rochefort nach Saint Louis zu leiten. De Chaumareys befand sich ebenso an Bord der Fregatte Méduse wie der zukünftige Gouverneur des Senegal, Julien-Desiré Schmaltz, und dessen Familie. Zum Verband gehörten außerdem das Versorgungsschiff Loire, die Brigg Argus und die Korvette Echo. Auf Grund der Inkompetenz von de Chaumareys verlor die Medusa den Kontakt zu den anderen Schiffen des Verbandes, und nach schwerwiegenden Navigationsfehlern durch den Kapitän lief die Fregatte auf eine Sandbank vor der westafrikanischen Küste. Da die Rettungsboote nicht ausreichten, wurde für etwa ein Drittel der an Bord befindlichen Passagiere und Besatzungsmitglieder ein notdürftiges Floß gezimmert, das von den in Richtung der afrikanischen Küste fahrenden Rettungsbooten gezogen werden sollte. Bereits kurz nach der Evakuierung wurde jedoch die Verbindungsleine von den Rettungsbooten zum Floß gekappt. Das manövrierunfähige, nur unzureichend mit Wasser und Lebensmitteln ausgestattete Floß trieb hilflos mehrere Tage auf dem Meer. Nur 15 der darauf befindlichen Personen überlebten. Einige Besatzungsmitglieder blieben auf dem gestrandeten Schiff. De Chaumareys wurde nach seiner Rückkehr verhaftet und vor ein Militärgericht gestellt. Er erhielt mit nur drei Jahren Haft eine vergleichsweise milde Strafe. Gegen einen Kapitän, der sein Schiff verließ, obwohl sich darauf noch Besatzungsmitglieder und Passagiere befanden, wäre auch die Todesstrafe möglich gewesen.
Er war mit Sophie Elisabeth von der Brüggeney genannt Hasenkamp verheiratet.